# Zanzui
Zanzui è una circoscrizione rurale (rural ward) della Tanzania situata nel distretto di Maswa, regione del Simiyu. Conta una popolazione di 5 458 abitanti (censimento 2012).